# Nuits Romantiques Aix-les-Bains Riviera des Alpes
Le festival des Nuits romantiques Aix-les-Bains Riviera des Alpes (anciennement Nuits Romantiques du lac du Bourget) est un festival de musique classique qui se déroule à Aix-les-Bains et autour du lac, dans le département de la Savoie. Il se déroule chaque année, entre septembre et octobre.

## Historique
Ce festival a été fondé en 1995 par l'association Musique Passion, sous l'égide de son président, Michel Daudin. La création du festival a été soutenue par la ville d'Aix-les-Bains.
Ses différents directeurs artistiques ont été :
- 1995 à 1998 : Cyril Huvé ;
- 1999 à 2008 : Philippe Cassard ;
- depuis 2009 : Pierre Korzilius (directeur du Pôle art et culture au Collège des Bernardins).

De 2011 à 2017, le festival s'est ouvert par une Académie — dirigée par Nemanja Radulovic — offrant une semaine de travail à quatre jeunes talents européens du violon.
En 2015, pour son vingtième anniversaire, le festival a mis à l'honneur le compositeur russe Dmitri Chostakovitch.
En 2017, les Nuits Romantiques ont célébré le 120e anniversaire de la création française de l'opéra Tristan et Isolde, en proposant un programme autour de Richard Wagner. En effet, c'est dans le théâtre du casino Grand Cercle à Aix-les-Bains, qu’a eu lieu la première représentation française, le 10 septembre 1897, comme le rappelle une plaque commémorative à l'entrée du théâtre.
En 2018, le festival a mis en avant l'œuvre du compositeur norvégien Edvard Grieg.
En 2019, le festival revient à la musique française avec Camille Saint-Saëns.
Après un pause due à la pandémie de Covid-19, le festival revient en 2021 avec un hommage à Prokofiev.

## Le festival
Le festival des Nuits Romantiques est la plus importante manifestation consacrée à la musique classique dans la région du Lac du Bourget. Il a lieu entre le dernier week-end de septembre et le premier week-end d’octobre.
Le festival place chaque année un compositeur au centre du programme et propose au public de le découvrir à travers des œuvres majeures mais aussi des œuvres moins connues. Il a pour objectif la diffusion de programmes de musique romantique de grande qualité auprès de tous les publics, amateurs comme néophytes, avec une attention particulière portée à la promotion des jeunes talents. Au fil d’une douzaine de manifestations, chaque édition mêle concerts d'orchestres, récitals avec de prestigieux solistes, et représentations plus intimistes, duo et quatuors.[style à revoir]
Les concerts se déroulent essentiellement au centre culturel et des congrès André-Grosjean (Aix-les-Bains), au théâtre du casino Grand-Cercle (Aix-les-Bains), à la grange batelière d'Hautecombe(Saint-Pierre-de-Curtille). D'autres lieux, tels que le château de Caramagne (Chambéry) et le théâtre Charles Dullin (Chambéry) ont accueilli diverses représentations.

## Les dernières éditions

### Années 2010

#### 2015
Dmitri Chostakovitch au programme avec :
- l'orchestre symphonique de Toulon Provence Méditerranée[8] ;
- le Quatuor Debussy[9] ;
- Plamena Mangova (piano) ;
- Silvia Chiesa et Maurizio Baglini ;
- le Hong Kong Sinfonietta avec Antônio Meneses sous la direction de Yip Wing-Sie.

#### 2016
Hommage à Heitor Villa-Lobos, avec :
- Nemanja Radulović (violon) et l'ensemble Double Sens ;
- le Trio Zadig ;
- Emmanuel Strosser (piano) ;
- Ophélie Gaillard (violoncelle), Anne-Emmanuelle Davy (soprano) et l'octuor de violoncelles de la Haute École de musique de Genève, avec la participation de Bernard Tétu ;
- Thibault Cauvin (guitare) ;
- l'orchestre symphonique national de la RAI de Turin, dirigé par Andrea Battistoni.

#### 2017
Ce n'est pas à Paris mais bien à Aix-les-Bains qu'a eu lieu le 10 septembre 1897 la création française du chef d’œuvre de Richard Wagner : Tristan et Isolde.
La célébration de cet événement de l'histoire de la musique en France a été l'occasion d'accueillir :
- l'Orchestre philharmonique de Baden-Baden, dirigé par Pavel Baleff ;
- Delphine Haidan (mezzo-soprano) et François Chaplin (piano) (présentation par Stéphane Goldet) ;
- Jean-François Zygel ;
- Quatuor Akilone ;
- Trio Sõra ;
- Jonas Vitaud (piano) ;
- une intégrale des ouvertures de Wagner, par l'Orchestra sinfonica nationale della RAI, dirigé par Pietari Inkinen (présentation par Corinne Schneider).

#### 2018
Le compositeur norvégien Edvard Grieg. Le festival a accueilli :
- la Deutsche Kammerakademie Neuss am Rhein avec Philippe Cassard sous la direction de Min Chung ;
- Nemanja Radulovic accompagné de Laure Favre-Khan ;
- Quatuor Yako ;
- Trio Métral ;
- Abdel Rahman El Bacha ;
- l'ensemble Les Dissonances, avec David Grimal au violon et à la direction.

#### 2019
Consacré au compositeur Camille Saint-Saëns, avec :
- Frédéric Lodéon et Tanguy de Williencourt (piano) ;
- l'Orchestre de la Suisse romande avec Gautier Capuçon (violoncelle) sous la direction de Jonathan Nott ;
- l'orchestre Les Siècles dirigé par Nicolas Simon, avec Grégoire Pont (illustrateur) et Laurence Ferrari (narratrice) ;
- Quatuor Tchalik ;
- Trio Chausson avec Pierre Génisson (clarinette) ;
- Nima Sarkechilk (piano) et Jacko Boris (rap) ;
- Alexandre Tharaud (piano) accompagné du Quatuor Arod ;
- Nemanja Radulovic (violon) accompagné de l'ensemble Les Trilles du Diable.

### Années 2020

#### 2020
Edition annulée en raison de la pandémie de Covid-19.
Le festival a été remplacé par les Salons des Nuits Romantiques, une série de trois concerts dont un seul a finalement pu avoir lieu, avec le Quatuor Elmire et Justine Métral.

#### 2021
Hommage à Prokofiev, avec :
- Orchestre philharmonique de Strasbourg avec Nemanja Radulović (violon) sous la direction de Aziz Shokhakimov ;
- Renaud Capuçon (violon) et Guillaume Bellom (piano) ;
- Musiciens de l’Orchestre de l'Opéra national de Lyon et Sofiane Zermani (récitant) ;
- Abdel Rahman El Bacha.

#### 2022
Hommage à Richard Strauss avec :
- le violoniste Renaud Capuçon et le pianiste Guillaume Bellom (piano) ;
- le violoncelliste Marc Coppey, le violoniste Emmanuel Coppey, le pianiste Philippe Cassard avec comme narrateur Didier Sandre ;
- les musiciens de l’Orchestre de l'Opéra national de Lyon ;
- l'Orchestre Victor Hugo Franche Comté ;
- la soprano Axelle Fanyo.

### 2023
Hommage à Verdi, avec :
- Orchestre de l’Accademia Teatro alla Scala de Milan ;
- Chœur les Siècles romantiques;
- la soprano Erika Grimaldi ;
- la conférencière Roselyne Bachelot.